# Mont-ros (Cuneo)
Montrós (italià Monterosso Grana, piemontès Montross) és un municipi italià, situat a la regió del Piemont. L'any 2007 tenia 565 habitants. Està situat a la Val Grana, dins de les Valls Occitanes. Limita amb els municipis de Chastèlmanh, Demonte, Draonier, Montomal, Pradleves, Rittana, Valgrana i Valloriate.

## Administració
| Període | Identitat     | Partit        |
| ------- | ------------- | ------------- |
| 2004-   | Mauro Martini | Llista cívica |